# كريستي ميريلاس
كريستي ميريلاس: ولدت (7 ديسمبر أو [24 نوفمبر] 1913 في نارفا - توفت 8 مارس 1986 في تالين). هي شاعرة ومترجمة إستونية، بالإضافة إلى ذلك، كتبت القصائد والقصص للأطفال والمسرحيات.
| كريستي ميريلاس | كريستي ميريلاس                                     |
| -------------- | -------------------------------------------------- |
| ولدت           | أوجيني موربيرج 7 ديسمبر 1913 نارفا، استونيا، روسيا |
| توفت           | 8 مارس (1986)عن عمر 72 عام تالين، استونيا          |
| وظيفتها        | شاعرة ومترجمة                                      |
| سنوات نشاظها   | 1935–1986                                          |
| زوجها          | أوجست سانج                                         |

## النشأة والتعليم[عدل]
وُلدت كريستي ميريلاس في أوجيني موربيرج في نارفا بإستونيا، قبل وقت قصير من اندلاع الحرب العالمية الأولى. أمضت طفولتها المبكرة في سانت بطرسبرغ، في روسيا مع والدتها آنا موربيرج وشقيقتها. عادت العائلة إلى إستونيا عام 1917 بسبب اضطرابات الثورة الروسية الواقعة فما بين 1921 و1927. التحقت ميريلاس بالمدرسة في قرية كيلتسي، ثم واصلت دراستها في Väike-Maarja و Rakvere في مدينة Lääne-Viru عام 1932. أكملت دراستها الثانوية في تابا، إستونيا..

## الحياة المهنية[عدل]
نشرت مساهماتها الأدبية الأولى عام 1935 بمجموعة شعرية بعنوان"Loomingus".
في عام 1936، تزوجت ميريلاس الكاتب والمترجم الإستوني أوغست سانغ (1914-1969) وأنجبا ابنًا اسمه جويل سانغ عام 1950، والذي أصبح فيما بعد شاعرًا وناقدًا أدبيًا ولغويًا ومترجمًا ودعاية.
منذ عام 1936، عاشت ميريلاس في تارتو، حيث كانت تعمل أمينة مكتبة. كانت عضوًا في المجموعة المؤثرة من الشعراء الإستونيين التي تكونت على يد المفكر والأديب أنتس أوراس الذي تأثر بشكل كبير بالكاتب ت.س.إلوت.
أصبحت عرفت تلك الدائرة الصغيرة من الشعراء باسم أربوجاد Arbujad ("Soothsayers")، وضمت هيتي تالفيك، وبول فيدينغ، وبيتي ألفير، وأكو ماسينج، وبرنارد كانغرو.
في ذلك العام، نُشرت مختاراتها الشعرية Maantee tuuled وحصلت على إشادة كبيرة من النقاد، بسبب الزخم الغنائي بالحب والطبيعة.
كما انضمت عام 1938 إلى اتحاد الكتاب الإستونيين. بعد الاحتلال السوفيتي لإستونيا وضمها عام 1944، اعتبرت السلطات عمل ميريلاس سيئ السمعة ويعزز «القومية البرجوازية». وأجبرت ميريلاس عام 1950، على الاستقالة من رابطة الكتاب السوفيت في إستونيا. خلال هذا الوقت، سُمح لمريلس بمواصلة كتابة أدب الأطفال. في عام 1960، بعد احساس السلطات السوفيتية بالاستقرار، سُمح لمريلاس مرة أخرى بكتابة الأدب للكبار. إلى جانب الشعر والنثر،
كتبت ميريلاس ليبريتي ثلاث مؤلفات أوبرالية مع الملحن الإستوني غوستاف إرنساكس، وترجمت أعمال ألمانية لمؤلفين مثل لبيرتولت بريخت وجورج كريستوف ليشتنبرغ ويوهان فولفجانج وفون جوته إلى اللغة الإستونية.
توفيت ميريلاس في تالين بإستونيا عام 1986 عن عمر يناهز 72 عامًا.

## جوائز
حصلت كريستي ميريلاس عام 1976 على جائزة فريدبرت توجلاس للقصص القصيرة عن عملها "Eilsete perest".